# Telepatie
Telepatia (însemnând literal simțire la distanță) vine din greacă tele („distanță”) și pathe „sentiment” și se referă la abilitatea de a comunica informație de la o minte la alta (pe alte căi decât cele ale organelor de simț cunoscute), fiind o formă de percepție extrasenzorială sau cogniție anormală. Comunicarea se efectuează într-un singur sens de la un inductor la subiectul receptor (engl. percipient). Subiectul receptor integrează verbal și intelectual starea senzorio- emoțională care i-a fost indusă. 
Această informație este raportată a fi „primită” în aceeași formă ca și cum ar fi de la simțurile convenționale. Telepatia este procesul care permite ca ființele să transmită informații de la unele la altele, fără a se folosi de limbajul verbal. Cei care au descoperit că telepatia se află printre fenomenele paranormalului erau adepții mesmerismului (teoria magnetismului animal). Aceștia au observat că unele persoane cu capacități magnetice pot citi gânduri și pot executa comenzi nerostite.

## Descriere
Sigmund Freud a considerat telepatia ca o facultate primitivă (ca un mod de comunicare arhaic), care a fost pierdută de om în cursul evoluției sale. Conform afirmațiilor lui, indivizii legați „telepatic” trebuie să aibă o legatură emoțională foarte puternică, iar evenimentul transmis pe această cale trebuie încărcat cu sentimente negative. Pe de altă parte, Carl Gustav Jung i-a acordat o importanță mai mare, considerând telepatia o funcție de sincronizare și a descoperit prin experiențele sale că aceste fenomene ne influențează visele.
N. Wiener, cunoscut cibernetician de origine americană, consideră că suportul material al telepatiei îl constituie, de fapt, undele cu frecvența de 10 Hz, adică cele corespunzătoare ritmului alfa și că acestea ar fi active în stare de relaxare maximă. Însă psihofiziologii nu sunt de aceeași părere. Ei susțin că telepatia este o funcție a inconștientului care se manifestă îndeosebi în marile trăiri emoționale. Ca dovadă, aceștia aduc rezultatul experimentelor făcute pe animale. În timp ce acestora li se înregistrează electroencefalograma (EEG), la mare distanță li se sacrifică puii, iar în acea clipă, pe EEG apare un impuls nervos.
Camille Flammarion spunea: "Acțiunea unei minți asupra alteia, de la distanță, transmiterea de gânduri, de sugestii mentale și de comunicare la distanță nu sunt mai extraordinare decât acțiunea magnetului asupra fierului, decât influența Lunii asupra mării, decât transportarea vocii umane cu ajutorul electricității sau decât minunile științei contemporane. Doar comunicările psihice sunt superioare și acestea ne pot ajuta să dăm de urma cunoașterii naturii umane. Telepatia poate și trebuie să fie considerată de către știință o realitate incontestabilă. Mintea poate acționa împotriva altei minți fără intervenția simțurilor. Forțele psihice există cu adevarat, deși natura lor nu ne este cunoscută. Noi spunem că telepatia aparține ordinului psihic și nu celui fizic, psihologic, chimic sau mecanic, deoarece ea nu produce, transmite idei și gânduri, iar aceasta se manifestă fără cooperarea simțurilor noastre"..